# Viðar Ari Jónsson
Viðar Ari Jónsson (Reykjavík, 10 marzo 1994) è un calciatore islandese, centrocampista dell'HamKam e della Nazionale islandese.

## Caratteristiche tecniche
Ala destra con buone doti tecnico e tattiche, dal buon senso del gol e del gioco di sponda, può essere impiegato anche in posizione arretrata come terzino destro o sinistro.

## Carriera

### Club
Jónsson ha cominciato la carriera con la maglia del Fjölnir, con la squadra all'epoca militante in 1. deild karla, secondo livello del campionato locale. Ha esordito il 10 settembre 2011, subentrando ad Ottó Marinó Ingason nel pareggio casalingo per 2-2 contro l'HK Kópavogur. Il 17 settembre successivo ha trovato la prima rete, nella sconfitta per 7-2 sul campo del Þróttur.
Ha contribuito alla promozione arrivata al termine del campionato 2013. L'8 maggio 2014 ha avuto così l'opportunità di debuttare nella massima divisione islandese, sostituendo Þórir Guðjónsson nel successo esterno per 1-2 sul Þór. Il 22 maggio 2016 ha segnato il primo gol nell'Úrvalsdeild, nel successo per 5-1 sul Víkingur Ólafsvík.
Il 3 marzo 2017, i norvegesi del Brann hanno reso noto che avrebbero testato Jónsson  nell'amichevole contro l'Åsane, prevista per il giorno successivo. Dopo aver giocato questa partita, in data 6 marzo ha firmato ufficialmente un accordo con il club, legandosi con un accordo triennale. Ha esordito in Eliteserien in data 16 maggio, subentrando a Gilli Rólantsson nel successo interno per 5-0 sul Sandefjord: nella stessa partita, ha trovato la prima rete per il Brann. Ha chiuso la stagione a quota 14 presenze ed una rete, tra campionato e coppa.
Il 5 aprile 2018 è stato reso noto il suo passaggio allo FH Hafnarfjörður, con la formula del prestito. Il 26 luglio successivo, il prestito è stato prolungato sino al termine della stagione.
Il 17 gennaio 2019 è passato al Sandefjord a titolo definitivo. Segue tre stagioni su buoni livelli, riuscendo nel campionato 2021 ad arrivare per la prima volta in carriera in doppia cifra con 11 reti in 29 partite. Le buone prestazioni convincono l'Honvéd di Budapest a puntare su di lui, facendogli firmare un contatto biennale. Esordisce il 26 febbraio nel pareggio contro il Puskás Akadémia subentrando all'ultimo minuto di recupero al posto di Dominik Nagy. La stagione seguente, segna alla partita successiva nella sconfitta di 4-3 contro il Debrecen il suo primo gol. Terminata la stagione con la retrocessione all'ultima giornata ha lasciato la squadra ungherese per tornare in patria nuovamente con il FH Hafnarfjörður, suo ex club nella stagione 2018.
Il 31 agosto 2023 ha firmato un contratto valido per un anno e mezzo con l'HamKam.

### Nazionale
A livello giovanile, ha rappresentato l'Islanda under 19 e Under-21. Per quanto concerne quest'ultima selezione, ha debuttato in data 26 marzo 2015, in occasione della sconfitta per 3-0 contro la Romania, in un match amichevole.
Il 15 gennaio 2017 ha esordito invece in Nazionale maggiore, in occasione di una sconfitta per 0-1 contro il Cile, sfida valida per la China Cup 2017.

## Statistiche

### Presenze e reti nei club
Statistiche aggiornate al 31 agosto 2023.
| Stagione                | Club                    | Campionato              | Campionato | Campionato | Coppe nazionali | Coppe nazionali | Coppe nazionali | Coppe continentali | Coppe continentali | Coppe continentali | Supercoppe | Supercoppe | Supercoppe | Totale | Totale |
| Stagione                | Club                    | Comp                    | Pres       | Reti       | Comp            | Pres            | Reti            | Comp               | Pres               | Reti               | Comp       | Pres       | Reti       | Pres   | Reti   |
| ----------------------- | ----------------------- | ----------------------- | ---------- | ---------- | --------------- | --------------- | --------------- | ------------------ | ------------------ | ------------------ | ---------- | ---------- | ---------- | ------ | ------ |
| 2011                    | Fjölnir                 | 1D                      | 2          | 1          | CI+CdL          | 0+0             | 0+0             | -                  | -                  | -                  | -          | -          | -          | 2      | 1      |
| 2012                    | Fjölnir                 | 1D                      | 17         | 3          | CI+CdL          | 0+0             | 0+0             | -                  | -                  | -                  | -          | -          | -          | 17     | 3      |
| 2013                    | Fjölnir                 | 1D                      | 13         | 0          | CI+CdL          | 0+6             | 0+0             | -                  | -                  | -                  | -          | -          | -          | 19     | 0      |
| 2014                    | Fjölnir                 | UD                      | 10         | 0          | CI+CdL          | 2+4             | 0+2             | -                  | -                  | -                  | -          | -          | -          | 16     | 2      |
| 2015                    | Fjölnir                 | UD                      | 22         | 0          | CI+CdL          | 3+7             | 0+2             | -                  | -                  | -                  | -          | -          | -          | 32     | 2      |
| 2016                    | Fjölnir                 | UD                      | 21         | 1          | CI+CdL          | 1+5             | 0+0             | -                  | -                  | -                  | -          | -          | -          | 27     | 1      |
| Totale Fjölnir          | Totale Fjölnir          | Totale Fjölnir          | 85         | 5          |                 | 28              | 4               |                    | -                  | -                  |            | -          | -          | 113    | 9      |
| 2017                    | Brann                   | ES                      | 11         | 1          | CN+CdL          | 3+2             | 0+0             | UEL                | 0                  | 0                  | SN         | 0          | 0          | 16     | 1      |
| 2018                    | FH Hafnarfjörður        | UD                      | 18         | 0          | CI+CdL          | 2+0             | 0+0             | UEL                | 4                  | 0                  | -          | -          | -          | 24     | 0      |
| 2019                    | Sandefjord              | 1D                      | 25         | 1          | CN              | 3               | 1               | -                  | -                  | -                  | -          | -          | -          | 28     | 2      |
| 2020                    | Sandefjord              | ES                      | 27         | 2          | -               | -               | -               | -                  | -                  | -                  | -          | -          | -          | 27     | 2      |
| 2021                    | Sandefjord              | ES                      | 29         | 11         | CN              | 2               | 2               | -                  | -                  | -                  | -          | -          | -          | 31     | 13     |
| Totale Sandefjord       | Totale Sandefjord       | Totale Sandefjord       | 81         | 14         |                 | 5               | 3               |                    | -                  | -                  |            | -          | -          | 86     | 17     |
| feb.-giu. 2022          | Honvéd                  | NBI                     | 6          | 0          | MK              | 1               | 0               | -                  | -                  | -                  | -          | -          | -          | 7      | 0      |
| 2022-2023               | Honvéd                  | NBI                     | 22         | 1          | MK              | 3               | 0               | -                  | -                  | -                  | -          | -          | -          | 25     | 1      |
| Totale Honvéd           | Totale Honvéd           | Totale Honvéd           | 28         | 1          |                 | 4               | 0               |                    | -                  | -                  |            | -          | -          | 32     | 1      |
| ago. 2023               | FH Hafnarfjörður        | UD                      | 4          | 1          | CI+CdL          | 0               | 0               | -                  | -                  | -                  | -          | -          | -          | 4      | 1      |
| Totale FH Hafnarfjörður | Totale FH Hafnarfjörður | Totale FH Hafnarfjörður | 22         | 1          |                 | 2+0             | 0               |                    | 4                  | 0                  |            | -          | -          | 28     | 1      |
| ago.-dic. 2023          | HamKam                  | ES                      | 0          | 0          | CN              | -               | -               | -                  | -                  | -                  | -          | -          | -          | 0      | 0      |
| Totale                  | Totale                  | Totale                  | 227        | 22         |                 | 44              | 7               |                    | 4                  | 0                  |            | 0          | 0          | 276    | 29     |

### Cronologia presenze e reti in Nazionale
| Cronologia completa delle presenze e delle reti in nazionale ― Islanda | Cronologia completa delle presenze e delle reti in nazionale ― Islanda | Cronologia completa delle presenze e delle reti in nazionale ― Islanda | Cronologia completa delle presenze e delle reti in nazionale ― Islanda | Cronologia completa delle presenze e delle reti in nazionale ― Islanda | Cronologia completa delle presenze e delle reti in nazionale ― Islanda | Cronologia completa delle presenze e delle reti in nazionale ― Islanda | Cronologia completa delle presenze e delle reti in nazionale ― Islanda |
| Data                                                                   | Città                                                                  | In casa                                                                | Risultato                                                              | Ospiti                                                                 | Competizione                                                           | Reti                                                                   | Note                                                                   |
| ---------------------------------------------------------------------- | ---------------------------------------------------------------------- | ---------------------------------------------------------------------- | ---------------------------------------------------------------------- | ---------------------------------------------------------------------- | ---------------------------------------------------------------------- | ---------------------------------------------------------------------- | ---------------------------------------------------------------------- |
| 15-1-2017                                                              | Nanning                                                                | Islanda                                                                | 0 – 1                                                                  | Cile                                                                   | Amichevole                                                             | -                                                                      |                                                                        |
| 9-2-2017                                                               | Las Vegas                                                              | Messico                                                                | 1 – 0                                                                  | Islanda                                                                | Amichevole                                                             | -                                                                      |                                                                        |
| 28-3-2017                                                              | Dublino                                                                | Irlanda                                                                | 0 – 1                                                                  | Islanda                                                                | Amichevole                                                             | -                                                                      |                                                                        |
| 11-1-2018                                                              | Giacarta                                                               | Indonesia                                                              | 0 – 6                                                                  | Islanda                                                                | Amichevole                                                             | -                                                                      |                                                                        |
| 14-1-2018                                                              | Giacarta                                                               | Indonesia                                                              | 1 – 4                                                                  | Islanda                                                                | Amichevole                                                             | -                                                                      |                                                                        |
| 12-1-2022                                                              | Kadriye                                                                | Islanda                                                                | 1 – 1                                                                  | Uganda                                                                 | Amichevole                                                             | -                                                                      | 60’                                                                    |
| 15-1-2022                                                              | Aksu                                                                   | Islanda                                                                | 1 – 5                                                                  | Corea del Sud                                                          | Amichevole                                                             | -                                                                      | 71’                                                                    |
| Totale                                                                 |                                                                        | Presenze                                                               | 7                                                                      |                                                                        | Reti                                                                   | 0                                                                      |                                                                        |